# 萩の滝
萩の滝（はぎのたき）は、岐阜県岐阜市の百々ヶ峰岩舟渓谷にある滝である。1986年に「岐阜県の名水50選」に選定されている。

## 概要
岐阜市内で確認されている唯一の自然の滝。昔この周辺に野生の萩が多く自生していたことからこの名が付いた。滝は2段になっていて下流の大滝、上流の小滝を合わせて萩の滝という。滝の周辺は散策道が整備されているため、滝を間近で観ることが出来る。下流にはこの滝から流れる清流を灌漑用に利用するために谷を堰き止めて造られた貯水池松尾池があり、オシドリが訪れる。この辺り一帯が「萩の滝自然公園」として観光整備されている。

## アクセス
- 岐阜バス加野団地線  古津経由三輪釈迦前・岩井山かさ神行きに乗車し、「中川原」で下車。徒歩約30分。

## 周辺
- 松尾池

長良志段見地区は約20件のブドウ園があり、ブドウ畑で有名。